# Varilla

## Taxonomía
El género fue descrito por Jesse More Greenman y publicado en Memoirs of the American Academy of Arts and Science, new series 4(1): 106–107. 1849.	La especie tipo es: Varilla mexicana A.Gray

## Especies aceptadas
A continuación se brinda un listado de las especies del género Varilla aceptadas hasta julio de 2012, ordenadas alfabéticamente. Para cada una se indica el nombre binomial seguido del autor, abreviado según las convenciones y usos.
- Varilla mexicana A.Gray
- Varilla texana A.Gray